# Суртандинская культура
Суртандинская (зауральская) культура — археологическая культура раннего энеолита Южного Зауралья и степного Казахстана IV—III тыс. до н. э.

## Название
Археологическая культура названа по стоянкам на озере Суртанды (Башкортостан).

## Материальная культура
Поселения суртандинской культуры располагались преимущественно в низких террасах берегов озёр и не имели укреплений. Жилищами являлись полуземлянки и землянки с очагами, нарами и стенами. Стены были укреплены каменными плитами, а крыша покрывалась бревенчатым накатом.
Поселение Суртанды расположено в Абзелиловском районе Башкортостана, в 40 км от города Магнитогорска. Характерна обилием каменных орудий из яшмы (наконечники стрел, ножи, скребки, молоты, зернотёрки) и единичными изделиями из уральской самородной меди, керамикой и орнаментами на посуде.

## Экономика
Основу экономики составляло скотоводство. Обнаружены кости домашних животных — овца, крупный рогатый скот, преобладают лошади. Погребальные памятники не найдены.

## Генетические связи
Население суртандинской культуры сложилось на основе местных племён эпохи неолита. В конце III тыс. до нашей эры расселилось в долинах рек Ай, Уршак, Юрюзань. Население занималось охотой, рыболовством и скотоводством. На востоке племена данной археологической культуры стали одним из компонентов формирования населения алакульской культуры, а на западе — абашевской культуры.